# Vườn quốc gia Kundelungu
Vườn quốc gia Kundelungu là một vườn quốc gia nằm tại Katanga, Cộng hòa Dân chủ Congo. Được thành lập vào ngày 30 tháng 11 năm 1970, vườn quốc gia có diện tích khoảng 7.600 km². Đây là nơi có Thác Lofoi cao 384 mét (1.260 ft), với dòng chảy liên tục là 347 mét (1.138 ft) khiến nó là một trong số những thác nước cao nhất châu Phi và trên thế giới.
Địa hình tại đây là đồi núi cao nguyên thấp và đồi thảo nguyên dao động từ 1.200-1.700 mét so với mực nước biển. Vườn quốc gia là nơi trú ẩn của nhiều loài động vật hoang dã đáng chú ý như Ngựa vằn, Linh dương lang, Linh dương đen Đông Phi, Linh dương Kudu lớn, Linh dương Eland, Linh dương lau sậy phía nam, Linh dương nước, Linh dương Bubale, Linh dương Klipspringer, Trâu rừng, Sư tử, Báo hoa mai, Báo săn, Chó hoang châu Phi, Linh cẩu, Chó rừng, Khỉ đầu chó, Khỉ lam, Culi Galago.